# قميص أنبوبي
القميص الأنبوبيّ (المعروف بالعامية في المملكة المتحدة باسم أنبوب الصدر) هو لباس نسوي بدون أكتاف وبدون أكمام يلتف حول الجزء العلوي من الجذع. عادة ما يكون مشدوداً على الثديين، وعادة ما تستخدم أشرطة مرنة في الأعلى والأسفل لمنعه من السقوط. كانت بداية القميص الأنبوبي عبارة عن لباس بحر أو لباس صيفي غير رسمي ارتدته الشابّات في الخمسينيات من القرن الماضي والذي أصبح أكثر شيوعاً في السبعينيات وعاد إلى الشعبية في التسعينيات والعقد الأول من الألفينات.

## طالع المزيد
- فستان بلا شرائط